# Matías Basterrechea
Matías Basterrechea (La Plata, Buenos Aires, Argentina, 2 de enero de 1994) es un futbolista de origen argentino con nacionalidad portuguesa que juega en la posición de guardameta. Actualmente y desde 2020 juega en el Futbol Club Penya d'Andorra de la Primera División de Andorra.

## Trayectoria deportiva
Sus inicios en el mundo del balompié fueron en su tierra natal La Plata, siendo formado en las categorías inferiores del Club Estudiantes de La Plata de la Primera División de Argentina llegando a competir en sus filas hasta cuarta división del país.
Después de su etapa en el club pincharrata, el siguiente destino del guardameta sería el Club Social y Deportivo Defensa y Justicia, compitiendo en el filial de los halcones por una campaña, para la siguiente temporada formar parte del Club Atlético Villa San Carlos donde también permaneció un curso en el cuadro celeste. Por último, Besterrechea ficharía por el CSD Sol de Mayo del Torneo Federal A antes de partir al Viejo Continente por una oferta en el fútbol europeo.
A finales de verano de 2016, dio comienzo la primera experiencia deportiva internacional dirección a Europa, en concreto a España para firmar por el Sodupe Unión Club del grupo IV de la Tercera División de España.
Tras su paso por la Tercera División de España, en diciembre de 2017 el platense partió hacia Italia. Allí firmó por el ASD San Luca de la Serie D permaneciendo en el club por una campaña hasta que el curso siguiente fichara por el ACD Cittá Amantea de la categoría Eccellenza.
Tras un breve regreso a su Argentina natal, el portero puso rumbo una vez más a Europa para en octubre de 2020 ser anunciado de forma oficial por el CE Carroi de la Primera División de Andorra donde sería reconocido por la prensa andorrana como el mejor portero de la liga en la primera vuelta del campeonato élite del país, siendo considerado además el cuadro morado como el equipo revelación en el mencionado medio.
Para el curso 2021/2022 el guardameta recala en el FC Ordino de igual competición nacional de Andorra y de cara a la temporada 2022/2023 firma contrato en su tercer club andorrano, en esta ocasión el Futbol Club Penya d'Andorra de Primera División de Andorra debutando en la primera jornada de liga en el encuentro (0-0) ante Unió Esportiva Sant Julià.

## Carrera deportiva

### Clubes
| Club                        | País      | Año               |
| --------------------------- | --------- | ----------------- |
| Estudiantes de la Plata U19 | Argentina | 2012 - 2013       |
| CDS Defensa y Justicia “B”  | Argentina | 2013 - 2014       |
| CA Villa San Carlos         | Argentina | 2014 - 2015       |
| CSD Sol de Mayo             | Argentina | 2015 - 2016       |
| Sodupe UC                   | España    | 2016 - 2017       |
| ASD San Luca                | Italia    | 2017 - 2018       |
| ACD Cittá Amantea           | Italia    | 2018 - 2019       |
| CE Carroi                   | Andorra   | 2020 - 2021       |
| FC Ordino                   | Andorra   | 2021- 2022        |
| Futbol Club Penya d'Andorra | Andorra   | 2022 - Actualidad |